# Publius Popillius Laenas (tribunus plebis in 85 v.Chr.)
Publius Popillius Laenas was tribunus plebis in 85 v.Chr. en een verwoed aanhanger van Gaius Marius. Hij liet zijn voorganger, Sextus Lucilius, van de Tarpeïsche rots gooien en zijn collega's verbannen.

## Antieke bron
- Vell. Pat., II 24.

## Referentie
- W. Smith, art. Laenas (10), in W. Smith (ed.), A dictionary of Greek and Roman biography and mythology, II, Boston, 1867, pp. 708.